# Sauquillo del Campo
Sauquillo del Campo ist ein Ort mit drei Einwohnern (Stand 2020) in der Gemeinde Adradas in der Provinz Soria im Norden Spaniens.
Sauquillo del Campo liegt in einer Höhe von ca. 1022 Metern ü. d. M., etwa einen Kilometer nördlich von Adradas. Der Ort ist über die Nationalstraße 111 zu erreichen.

## Bevölkerungsentwicklung
| Jahr      | 1842 | 1981 | 2009 | 2020 |
| Einwohner | 70   | 8    | 6    | 3    |